# 1812 (документальный цикл)
«1812» — документальный цикл, посвящённый  200-летию Победы в Отечественной войне 1812 года. Показ первой серии состоялся в эфире Первого канала 1 сентября 2012 года. 12 июня 2015 года вышло продолжение цикла: «1812-1815. Заграничный поход».

## Описание
Документальный цикл рассказывает об основных событиях войны с Наполеоном начиная с ввода войск на территорию Российской империи и заканчивая их изгнанием. В фильме используется трёхмерная компьютерная графика и постановочные сцены. Съёмки проходили преимущественно под Киевом.

## Список серий
| № п/п | Название серии | Дата выхода |
| ----- | -------------- | ----------- |
| 1     | Нашествие      | 01.09.2012  |
| 2     | Противостояние | 02.09.2012  |
| 3     | Бородино       | 08.09.2012  |
| 4     | Изгнание       | 09.09.2012  |

## DVD
В 2012 году состоялся релиз документального цикла на DVD, который был подготовлен и выпущен компанией «New Dream media».
- 11 октября 2012 — упаковка Keep case,  Jacket
- 14 февраля 2013 — упаковка Keep case (бюджетное издание)